# Pietropawłowsk (1894)
Pietropawłowsk (ros. Петропавловск) – rosyjski pancernik generacji przeddrednotów, typu Połtawa (określanego też niekiedy typem Pietropawłowsk). Służył w Imperialnej Marynarce Wojennej Rosji.
W 1901, gdy tarcia pomiędzy Rosją i Japonią wzrosły, pancernik został przydzielony do Eskadry Wschodniej Azji (która później stała się Pierwszą Eskadrą Pacyfiku), bazującej w Port Artur, której został okrętem flagowym.
Na początku wojny rosyjsko japońskiej, w marcu i na początku kwietnia 1904, okręt był zaangażowany w akcje przeciw okrętom japońskim wokół Port Artur. Pływał wtedy pod dowództwem nowo przybyłego admirała Stiepana Makarowa. 13 kwietnia 1904 „Pietropawłowsk” wszedł na japońską minę w pobliżu Port Artur i poszedł na dno wraz z dużą częścią załogi (w tym admirał Makarow i znany rosyjski malarz batalistyczny Wasilij Wierieszczagin). Wśród uratowanych członków załogi był wielki książę Cyryl Władimirowicz Romanow, kuzyn cara Mikołaja II.